# الحد من الهجرة في الولايات المتحدة
يشير الحد من الهجرة إلى حركة اجتماعية في الولايات المتحدة تدعو إلى تقليل كمية الهجرة المسموح بها إلى البلاد. تشمل الخطوات الداعية إلى تقليل أعداد المهاجرين اتخاذ إجراءات أقوى لمنع الدخول غير القانوني والهجرة غير الشرعية، وتخفيض تأشيرات العمل المؤقتة لغير المهاجرين. يدعو البعض إلى تشديد شروط متطلبات الهجرة القانونية لتقليل الأعداد، أو نقل نسب المهاجرين الشرعيين بعيدًا عن تلك الموجودة في برامج لم شمل الأسرة إلى معايير قائمة على المهارات. وإن ما يفصلها عن إصلاح نظام الهجرة القياسي هو أن الاختزاليين يرون الهجرة مصدرًا رئيسيًا للمشاكل الاجتماعية والاقتصادية والبيئية، ويسعون للحد من مستويات الهجرة الحالية.
يعارض العديد من الإصلاحيون الهجرة غير الشرعية فقط ويدعمون استمرارية أساليب الهجرة الشرعية. ويرغب بعض خبراء تخفيض الهجرة في الحفاظ على النسب الحالية للهجرة الشرعية للحد من الآثار السلبية الناتجة عن الهجرة غير الشرعية.
تشير المصطلحات ذات الصلة بـ «الترحيل الذاتي» إلى وجهة النظر القائلة بأنه من خلال السياسة الاجتماعية يمكن الحد من الهجرة غير الشرعية إلى الولايات المتحدة عن طريق جعل السكان يغادرون الولايات المتحدة بمفردهم، وبالتالي سوف تنخفض تدريجيًا أعداد المهاجرين.
في عام 2016، ترشح دونالد ترمب (بالإنجليزية: Donald Trump) للرئاسة بصفته جمهوريًا. حيث تضمنت حملته خطابات ومقترحات سياسيًة معادية للمهاجرين بشدة. ووجدت مقترحاته دعمًا واسعًا في قلب الولايات المتحدة وجنوبها، مع أنها انتقدت من قبل الديمقراطيين وبعض الجمهوريين على أنها عنصرية ومعادية للأجانب والإسلام. فاز ترمب بالانتخابات وسن سياسات متعددة مناهضة للمهاجرين كرئيس.
توجد سوابق للحد من الهجرة أو السيطرة عليها في التاريخ القديم، لا سيما في الإمبراطورية الرومانية، حيث كانت مستويات المعيشة المرتفعة عامل جذب للقبائل الفقيرة على أطراف الإمبراطورية. على وجه التحديد الهجرة من شمال إفريقيا والشرق الأوسط والشعوب الجرمانية من شمال أوروبا. واعتُبِرت هجرة شعب البيكتس (بالإنجليزية: Picts) من شمال سور هادريان (بالإنجليزية:  Hadrian's Wall) في بريطانيا الرومانية تدفقات سكانية غير مرغوب فيها.

## التاريخ الحديث لحركة الحد من الهجرة
كان هناك العديد من المجموعات التي يمكن تمييزها في أوقات مختلفة داخل الولايات المتحدة، ضغطت من أجل فرض قيود على الهجرة، مع مخاوف وأصول وأهداف منفصلة؛ وبالتالي هناك العديد من السوابق للحركة الحديثة للحد من الهجرة.
ومن بين هؤلاء حزب الولايات المتحدة الأمريكية، الذي غالبًا ما يُطلق عليه اسم حركة لا تعرف شيئًا في منتصف القرن التاسع عشر، والذي عارض غالبًا زيادة الهجرة الكاثوليكية من أصل ايرلندي وألماني؛ وحزب العمال الذي اعترض على هجرة العمال من الصين إلى كاليفورنيا خلال أواخر القرن التاسع عشر، وهو شعور أدى في النهاية إلى قانون الاستبعاد الصيني لعام 1882؛ ورابطة تقييد الهجرة، التي اعترضت على زيادة الهجرة بشكل كبير من جنوب وشرق أوروبا خلال أواخر القرن التاسع عشر وأوائل القرن العشرين، ولجنة ديلينجهام (بالإنجليزية: Dillingham Commission) المشتركة في الكونغرس، التي درست هذه الشكوى الأخيرة واقترحت قيودًا رقمية. في النهاية، بعد الحرب العالمية الأولى، أدت هذه الدراسات إلى قانون حصص الطوارئ لعام 1921 وقانون الهجرة لعام 1924.
كان لدى التنظيم العمالي بالإضافة إلى أجزاء من الحركة اليسارية نقاش مستمر حول مستويات الهجرة إلى الولايات المتحدة منذ القرن التاسع عشر. قام الاتحاد الوطني للعمال (1866-1874) بحملة من أجل فرض قيود على الهجرة بالإضافة إلى ثماني ساعات عمل في اليوم، تيمنًا بالاتحاد الأمريكي للعمل تحت قيادة صموئيل جومبرز (بالإنجليزية: Samuel Gompers). لم يعكس الاتحاد الأمريكي للعمل ومؤتمر المنظمات الصناعية (أي إف إل سي آي أو) موقفه بشأن قيود الهجرة حتى عام 1999. انقسم الحزب الاشتراكي الأمريكي المبكر حول هذه القضية، حيث دعم بعض القادة الاشتراكيين بما في ذلك جاك لندن (بالإنجليزية: Jack London) وعضو الكونجرس فيكتور بيرغر (بالإنجليزية: Victor Berger) قيود الهجرة. لم يكن للحزب ككل إجماع ولم يعارض رسميًا سوى استيراد مفسدي الإضرابات.
كانت هناك بعض القضايا المنفصلة المتعلقة بالزيادة السكانية تدعو إلى القلق. حيث كان المؤثر الرئيسي في هذه القضية هو بول آر إيرليش (بالإنجليزية: Paul R. Ehrlich)، الذي أسس كلًا من منظمة انعدام النمو السكاني (زي بي جي) ونشر كتاب «القنبلة السكانية» في عام 1968. تنبأ الكتاب الشهير بكوارث مقلقة ستحدث حتماً في العقود القادمة.
على الرغم من عدم تحقق جميع نبوءاته، فإن الكثيرين يعتقدون أن نقاطه الرئيسية صحيحة، وقد نجحوا في إلهام الحركة. أخذ دعاة حماية البيئة، بمن فيهم ديفيد ر. بروير (بالإنجليزية:  David R. Brower) وديفيد فورمان (بالإنجليزية: David Foreman)، التهديد على محمل الجد.
لم تشرك منظمة (زي بي جي) نفسها، في الغالب، في سياسة الهجرة الأمريكية، ونمت مجموعة فرعية من حركة الزيادة السكانية التي اعتقدت أن الهجرة بحاجة إلى الحد، بحجة أن الهجرة كانت تقود معظم النمو السكاني في الولايات المتحدة. أسس هؤلاء النشطاء منظمات منفصلة عن ال (زي بي جي) والتي ستتناول على وجه التحديد قضايا الهجرة. من بين المنظمات المبكرة الهامة كان النمو السكاني السلبي، الذي أسس في عام 1972 من قبل دونالد مان.